# سانتياغو مورينو (لاعب كرة قدم)
سانتياغو مورينو (بالإسبانية: Santiago Moreno)‏ هو لاعب كرة قدم فنزويلي في مركز الوسط، ولد في 21 أبريل 2000 في مدينة كالي في كولومبيا. لعب مع أمريكا دي كالي.

## وصلات خارجية
- سانتياغو مورينو على موقع الدوري الأمريكي (الإنجليزية)
- سانتياغو مورينو على موقع قاعدة بيانات كرة القدم.إي يو (الإنجليزية)
- سانتياغو مورينو على موقع Soccerway.com (الإنجليزية)